# Randy Rhoads Tribute
Randy Rhoads Tribute è un album tributo dedicato all'ex chitarrista di Quiet Riot e Ozzy Osbourne Randy Rhoads, prematuramente scomparso nel 1982.
L'album è stato pubblicato nel 2000 dalla Warner Bros. Records e vede la partecipazione di numerosi artisti statunitensi tra cui Sebastian Bach, Joe Lynn Turner, Kane Roberts, George Lynch e Al Pitrelli. Nessuna delle cover qui eseguite proviene dagli album dei Quiet Riot, tutte risalgono al periodo trascorso dal chitarrista nella band di Ozzy Osbourne.

## Tracce
1. I Don't Know
2. Crazy Train
3. Goodbye To Romance
4. Mr. Crowley (5:05)
5. Revelation (Mother Earth)
6. Over The Mountain
7. Flying High Again (4:31)
8. Believer
9. S.A.T.O.
10. Diary Of A Madman

## Artisti Partecipanti
- Mike Brignardello - basso (presente in tutti i brani)
- Michael Cartellone - batteria (presente in tutti i brani)
- Traccia 1: Sebastian Bach (voce), Wolf Hoffmann (chitarra), Bob Parr (tastiere)
- Traccia 2: Sebastian Bach (voce), Kane Roberts e Jake E. Lee (chitarre)
- Traccia 3: Rob Rock (voce), Kane Roberts e Roy Z (chitarre), Bob Parr (tastiere)
- Traccia 4: Joe Lynn Turner (voce), Kane Roberts e George Lynch (chitarre), Bob Parr (tastiere)
- Traccia 5: Mark Slaughter (voce), Kyoji Yamamoto e Jake E. Lee (chitarre)
- Traccia 6: Joe Lynn Turner (voce), Al Pitrelli e Chris Impellitteri (chitarre)
- Traccia 7: Mark Slaughter (voce), Kane Roberts e George Lynch (chitarre)
- Traccia 8: Sebastian Bach (voce), Kane Roberts e Dimebag Darrel (chitarre)
- Traccia 9: Rob Rock (voce), Al Pitrelli e Chet Thompson (chitarre), Bob Parr (tastiere)
- Traccia 10: Joe Lynn Turner (voce), Wolf Hoffmann (chitarra), Bob Parr (tastiere)